# 芝翫茶
芝翫茶 （しかんちゃ・しくわんちや）とは、江戸時代の流行色の1つ。ややくすんだ赤褐色。
歌舞伎役者の3代目中村歌右衛門が好んだ色として江戸後期に流行し、彼の俳名である「芝翫」から名付けられた。
同じく路考茶という色名を残した2代目瀬川菊之丞は美貌で知られ、当時の女性は競って路考茶の着物を作らせた。
3代目歌右衛門は幅広い芸幅を持ち、希代の名役者として知られたが、小柄で平凡な容姿であったために歌舞伎通好みと評された役者であった。
彼の俳名を冠した芝翫茶も、女性の小袖などにはあまり用いられず、通人好みの色とされている。